# Конан (Коти)
Конан (яп. 香南市 Ко:нан-си) — город в Японии, находящийся в префектуре Коти. Площадь города составляет 126,51 км², население — 33 312 человек (1 августа 2014), плотность населения — 263,32 чел./км².

## Географическое положение
Город расположен на острове Сикоку в префектуре Коти региона Сикоку. С ним граничат города Нанкоку, Ками, Аки и село Гейсей.

## Население
Население города составляет 33 312 человек (1 августа 2014), а плотность — 263,32 чел./км². Изменение численности населения с 1980 по 2005 годы:
| 1980 | 28 493 чел. |  |
| 1985 | 30 272 чел. |  |
| 1990 | 30 664 чел. |  |
| 1995 | 31 481 чел. |  |
| 2000 | 32 659 чел. |  |
| 2005 | 33 541 чел. |  |